# Hidarite
 (décembre 2023).
Si vous disposez d'ouvrages ou d'articles de référence ou si vous connaissez des sites web de qualité traitant du thème abordé ici, merci de compléter l'article en donnant les références utiles à sa vérifiabilité et en les liant à la section « Notes et références ».
Hidarite est le nom d'une histoire courte (15 pages) en manga publiée en 1994 chez Shinshokan par le Studio CLAMP.
- Dessins / drawings : Mokona Apapa
- Scénario : Nanase Ohkawa
- Traduction : Main gauche

## Synopsis
Un petit garçon a fait de sa chambre son sanctuaire, un lieu où rien ne peut lui arriver ; la nuit, il se recroqueville sous son futon, de peur que ce qui dépasse lui soit arraché par « quelque chose ».
Ce garçon se retrouve hospitalisé et en errant dans l'hôpital, découvre une jeune fille aux yeux clairs et aux cheveux châtains. Il fait d'elle une princesse prisonnière de cet hôpital, et se veut le prince qui la délivrera.
Une nuit, il fait un horrible cauchemar au sujet de la jeune fille ; il se réveille en sursaut et traverse l'hôpital en courant pour s'assurer qu'elle n'a rien. En arrivant dans la chambre, il est pris de panique, car elle a la main gauche qui pend hors du lit... « quelque chose » risque de la lui prendre. Le garçon terrifié retourne dans sa chambre et le lendemain, la jeune fille a perdu sa main...